# Emerging Church
Emerging Church – kontrowersyjny ruch chrześcijański wywodzący się z protestantyzmu, kierujący swą działalność ku ludziom niewierzącym oraz tym, którzy odeszli z kościołów lub zostali z nich wykluczeni.

## Charakterystyka
Ruch w swej działalności opiera się na swobodnej dyskusji, unikając tematów dogmatycznych. Celem ruchu jest przekonstruowanie rozumienia wiary, zwyczajów i metod działania, aby dostosować je do współczesnej kultury postmodernistycznej (słowem-kluczem przedstawicieli Emerging Church jest „dialog z kulturą”). Cechą charakterystyczną ruchu jest jego duże zróżnicowanie. Zaliczają się do niego zarówno wspólnoty akceptujące ewangeliczne zasady wiary, ale poszukujące nowych form działalności, jak i grupy określające się jako postewangeliczne, kwestionujące wiele kluczowych prawd wiary protestantyzmu i chrześcijaństwa w ogóle. Sympatycy ruchu rekrutują się głównie spośród byłych członków kościołów ewangelicznych.

## Krytyka
Krytycy ruchu wywodzą się głównie spośród konserwatywnych teologów ewangelikalnych, którzy zarzucają postmodernistycznemu obrazowi świata relatywizm, antynomizm, uniwersalizm i synkretyzm.
Krytyka Emerging Church dotyczy głównie:
- nieortodoksyjnych poglądów, podważających wiele kluczowych chrześcijańskich doktryn, m.in. odkupienia, zbawienia, piekła, suwerenności Boga[1],
- braku konstruktywnego przesłania (skupienie na krytyce istniejących kościołów),
- podważenia Biblii jako ostatecznego autorytetu w sprawach wiary i życia,
- skupienia na rozwiązywaniu problemów społecznych, kosztem ewangelizacji i działalności o wymiarze duchowym (w ewangelicznym chrześcijaństwie działalność społeczna jest również ważną kwestią, stanowi jednak dopełnienie działalności ewangelizacyjnej i duszpasterskiej),
- skłonności do synkretyzmu religijnego[2],
- liberalizmu etycznego (koncentracja na zagadnieniach sprawiedliwości społecznej i równouprawnienia przy jednoczesnej "miękkiej" bądź akceptującej postawie wobec związków homoseksualnych i innych zachowań, uznawanych przez konserwatywne kościoły protestanckie za niemoralne).